# 鏡電視新聞台
鏡電視新聞台（英語：mnews），簡稱「鏡新聞」，是鏡電視旗下的新聞頻道，於2022年5月8日開播。

## 歷史

### 沿革
2022年1月19日，國家通訊傳播委員會（NCC）第999次委員會議決議，以四十多項附帶條款通過鏡電視新聞台之衛星廣播電視執照申請案。
2022年2月9日早上6點，鏡電視新聞台透過網路平台YouTube開始對外試播，官方網站、社群平台同時上線。
2022年3月30日，鏡新聞行動應用程式（APP）在App Store、Google Play上架。
2022年5月2日，鏡電視新聞台在中華電信MOD（508頻道）、Hami Video、亞太電信Gt TV、四季線上4gTV（50頻道）、愛爾達電視OTT上架。
2022年5月6日早上10點，鏡電視總部（臺北市內湖區堤頂大道一段365號1樓）舉行新聞台開播典禮，由董事長鄭優宣布開播及未來計畫，當時表示正在與有線電視系統業者洽談，原本希望在同年5月底前上架，預計定頻84或86頻道。鄭優致詞時強調，鏡電視新聞台取得執照的過程「絕無不法，更無特權」。
2022年5月8日，鏡電視新聞台正式開播。
2023年6月28日，經過2次審查；NCC附停止條件通過鏡電視申請負責人、公司章程變更暨換發執照案，並允許鏡電視新聞台登上中嘉、凱擘、台固媒體等共32家有線電視系統的86頻道

。
2023年7月26日起，陸續在有線電視系統86頻道上架。
2023年8月28日起，於中嘉系統86頻道上架。
2023年10月13日起，大豐、台灣數位寬頻、新高雄有線電視86頻道上架。
2023年11月1日起，聯維、寶福有線電視83頻道上架（後翌年3月15日異動至86頻道）。
2024年1月1日起，台灣寬頻通訊（TBC）及大台中數位有線電視86頻道、南國有線電視85頻道、三大有線電視90頻道、名城有線電視107頻道上架。
2024年2月1日起，洄瀾、東亞、東台、東播有線電視87頻道上架。
2024年2月3日起，全國數位有線電視86頻道上架。
2024年2月6日起，北都數位有線電視87頻道上架。
2024年5月1日～11月1日，和寶島聯播網合作，每天0900~1600播報整點新聞。

### 其他
鏡電視新聞台開播當時是臺灣電視史上第一個設置外部公評人制度與無人攝影棚的新聞頻道。

## 節目
以多元、專業、深度、國際、藝文和重視弱勢權益為特色，製播內容包含每日新聞、深入新聞報導與藝文節目等。
鏡電視新聞台節目
- 鏡新聞調查報告
- 早安進行式
- 全球聊天室
- 鏡轉全球
- 少年新聞週記
- 台語新聞
- 文藝賦格
- 另一種注目
- 藝術正發聲
- 誰來演戲
- 誰來演戲之圓桌對談
- 有話鏡來講（網路節目）
- 璇轉理財腦 發現錢景（網路節目）

## 現任管理層人員

### 管理層
| 管理層 | 管理層             |
| ------ | ------------------ |
| 廖志成 | 鏡電視董事長       |
| 蔡滄波 | 鏡電視總經理       |
| 張玄會 | 新聞部副總經理     |
| 顧嘉浩 | 編播中心總監兼督導 |
| 朱緻恩 | 編播中心總編審     |
| 盧宥伶 | 採訪中心主任       |
| 陳維容 | 內容編審           |
| 翁秀琪 | 外部公評人         |

## 現任主播、主持人

### 專職主播
| 專職主播           | 專職主播 | 專職主播           | 專職主播 | 專職主播 |
| ------------------ | -------- | ------------------ | -------- | -------- |
| 廖芳潔（兼發言人） | 王顯瑜   | 黃筱純             | 潘照文   |          |
| 王鈺婷             | 陳園淳   | 周瑜茹             | 王月芳   |          |
| 黃聖凱             | 廖雅玉   | 吳安琪（兼副總監） | 張倍滋   |          |

### 兼職主播
| 林昆慶                 | 吳洛瑩 | 戴佳儀 | 李依庭 |
| Tuhi Martukaw 洪簡廷卉 | 顧嘉真 | 林姿利 | 黃怡瑄 |
| 王富民                 | 林梅婕 | 童雅筠 | 曹子涵 |
| 徐藝芳                 |        |        |        |

### 氣象主播
| 王鈺婷             | 潘照文 | 周瑜茹 | 王月芳 |
| 賈新興（台語氣象） |        |        |        |

### 主持人
| 主持人 | 節目名稱                           | 備註        |
| ------ | ---------------------------------- | ----------- |
| 廖芳潔 | 《鏡新聞調查報告》                 | 兼製作人    |
| 廖雅玉 | 《鏡新聞調查報告》                 | 兼製作人    |
| 黃聖凱 | 《鏡新聞調查報告》                 |             |
| 黃筱純 | 《台語報萬事》                     | 兼製作人    |
| 何信翰 | 《台語新聞》單元節目〈台語聽有無〉 |             |
| 周瑜茹 | 《少年新聞週記》                   |             |
| 黃聖凱 | 《鏡轉全球》                       |             |
| 王顯瑜 | 《全球聊天室》                     |             |
| 廖雅玉 | 《靠鏡看中國》                     | 兼製作人    |
| 吳安琪 | 《有話鏡來講》                     |             |
| 吳安琪 | 《下班鏡來講》                     | YOUTUBE播出 |
| 陳園淳 | 《中午鏡來講》                     | YOUTUBE播出 |
| 夏韻芬 | 《財富新鏡界》                     |             |

## 前任主播、主持人
| 前任主播、主持人 | 前任主播、主持人                                         |
| ---------------- | -------------------------------------------------------- |
| 敖國珠           | 現任國立臺灣戲曲學院副教授兼副校長                       |
| 馮薇之           |                                                          |
| 劉宸希           | 現任三立新聞台主播、《國際辯論社》主持人                 |
| 陳承泰           | 現任TVBS新聞台國際中心記者                               |
| 周玲秀           | 現任大愛新聞氣象主播                                     |
| 謝維怡           |                                                          |
| 陳采沂           | 現任中視新聞台《中視早安新聞》主播                       |
| 葉怡瑩           |                                                          |
|                  | 現任TVBS新聞台國際中心記者                               |
| 張晏碩           | 現任中視新聞台社會組組長                                 |
| 朱培滋           | 現任三立新聞台《正午新聞》主播                           |
| 詹璇依           |                                                          |
| 彭馨儀           | 現任大愛新聞國際中心記者                                 |
| 曹維升           | 現任華視新聞資訊台記者兼任主播、氣象主播                 |
| 蔡雨欣           | 現任公視台語台主播                                       |
| 范益華           | 現任寰宇新聞台主播                                       |
| 謝梓建           |                                                          |
| 樂嘉妮           |                                                          |
| 林嘉倩           | 現任三立iNEWS記者兼任主播                                |
| 林耿賢           |                                                          |
| 謝其恩           | 現任中天新聞網路節目《新聞點面線》、《全球大爆掛》主持人 |
| 史方妤           |                                                          |
| 吳雅婷           | 現任壹電視新聞台記者兼任主播、氣象主播                   |
| 王韻婷           | 現任八大電視記者兼任主播                                 |
| 陳玫均           |                                                          |
| 吳允芊           | 現任三立新聞台記者                                       |
| 吳采妮           | 現任緯來電視網主持人                                     |
| 陳璽鈞           | 現任民視新聞台主播兼專題記者                             |
| 黃子佼           | 曾任《早安進行式》單元節目〈Morning Show〉主持人         |
| 唐綺陽           | 曾任《早安進行式》單元節目〈時尚星球〉主持人             |
| 納豆             | 曾任《誰來演戲》主持人                                   |
| 王琄             | 曾任《誰來演戲之圓桌會談》主持人                         |
| 劉品言           | 曾任《誰來演戲》第2季主持人                              |
| 平秀琳           | 曾任《大咖鏡來講》主持人                                 |

## 外部公評人
外部公評人獨立於鏡電視新聞台，直接向董事會負責，任期三年，得連任，目前由傳播界學者翁秀琪擔任外部公評人。
| 任別 | 姓名   | 任期           | 經歷                                                                                   |
| ---- | ------ | -------------- | -------------------------------------------------------------------------------------- |
| 1    | 翁秀琪 | 2021年1月1日－ | 曾任公共電視文化事業基金會董事、國立政治大學傳播學院院長，現任國際公評人組織正式成員。 |

## 爭議

### 執照爭議
2022年3月4日，鏡電視董事長陳建平遭董事會以「干預新聞自由」為由解職，紙風車劇團創辦人李永豐成為鏡電視董事長。
2022年3月14日，台灣民眾黨立法委員蔡壁如說，鏡電視政治人脈豐富，中華民國總統府發言人張惇涵之妻陳璽鈞是從華視新聞跳槽的鏡電視主播，行政院機要顧問丁怡銘之妻許貴雅是從三立新聞跳槽的鏡電視主播；這些背後的關係，社會大眾不知道，但想必NCC主任委員陳耀祥比她清楚。
2022年3月15日，李永豐因壓力過大宣布請辭，創造鏡電視11天換董事長的紀錄，改由導演楊雅喆接任董事長，但NCC以公司治理為由表示不干涉。
2022年3月22日，媒體改造學社要求NCC，除應調查清楚鏡電視是否有穩定且信賴的組織外，必須針對「台灣電視產業市場結構過度競爭」影響「內容品質」與「閱聽人權益」說清楚，尤其是「新聞台退場管制作法」。
2022年3月24日，陳建平發布聲明稿表示，他任職鏡電視董事長期間發現「若干不合常規之交易」，但3月4日董事會部分董事以「干涉新聞自由」罪名抹黑他、違法將他解職，他很遺憾「未能導正鏡電視之公司治理」。陳建平表示，各種政治勢力積極介入鏡電視，背後更有複雜的「政、商、媒」關係，已經與鏡電視大股東們當初邀他擔任董事長的初衷有違；「鳥獸與同類相聚，真理也必歸於實行真理的人」，他「階段性目標已完成」，宣布退出鏡電視董事會。
2022年3月29日，鏡電視宣布由前中華電信董事長鄭優接任董事長。
2022年3月30日，蔡壁如指控，鏡電視取得新聞台頻道執照前已經購買新聞編播系統，是否已經有把握拿到頻道執照；同時質疑，鏡電視擁有明顯「政、商、媒」利益結構，為何NCC不調查鏡電視是否違反黨政軍退出媒體原則？國立臺灣大學經濟學系教授鄭秀玲在立法院交通委員會公聽會說，鏡電視最初是以李永豐、楊雅喆等藝文界人士包裝，說要弄「民間的公共電視」來爭取NCC認同，取得頻道執照以後就不斷換董監事，「猶如高中生找高手提出書面報告去考試，順利考進台大後就換一個學生去念書」，是以詐騙、作弊手段取得執照。鄭秀玲指出，鏡電視大股東名單出現臺灣最大建商寶佳機構副董事長林家宏，寶佳機構曾經介入勞動基金炒股案、也是股市禿鷹，可能為了建商利益而透過鏡電視阻擋政策。鄭秀玲提到，前民主進步黨祕書長洪耀福努力湊合推出鏡電視的大股東與董監事，洪耀福的行為已經違反民主進步黨創黨精神、違反「黨政軍介入媒體」紅線，中華民國總統兼民主進步黨主席蔡英文應該下令調查此事，調查屬實就應開除洪耀福黨籍。中國國民黨立法委員賴士葆說，鏡電視一再換董事，NCC卻核准鏡電視新聞台上架，坐實了外界傳言民進黨英系要鏡電視，「其他派系都有電視台了，NCC為了民進黨的派系平衡做了這樣的事情」。
2022年3月31日，蔡壁如批評，鏡電視申設期間被NCC要求補件30次，NCC提交立法院交通委員會的調查報告未對「鏡電視短時間董事人事異動頻繁」與「《鏡週刊》董事長裴偉透過停雲管理顧問公司領取鏡電視顧問費」作出回應，NCC只憑鏡電視回覆就相信。鏡電視發布聲明稿，批評蔡壁如所稱「《鏡週刊》員工掛在鏡電視領薪水」為惡意移花接木言論，並指控臺北市政府勞動局「違法勞動檢查」洩漏員工名冊與勞工保險投保資料給蔡壁如。
2022年4月1日，蔡壁如反駁鏡電視聲明稿，她說，她掌握的資料是鏡電視高層看不下去而提供給她，她已準備一堆資料舉證鏡電視背信罪嫌，期待鏡電視提告。
2022年4月3日，甲山林廣告董事長祝文宇證實，鏡電視申請設立爭議不斷，鏡電視新聞台遲遲無法上架有線電視播放，他已打算從鏡電視退股；現在是「誰要買，我就賣」鏡電視股權，並改為投資亞洲衛星電視。
2022年4月15日，時代力量立法委員陳椒華指控，鏡電視新聞部副總經理陳素秋從2021年5月起每月支付顧問費新臺幣十萬元給前NCC主任秘書吳嘉輝，鏡電視可能藉由吳嘉輝取得NCC審查訊息。《民報》披露，「根據NCC內部消息指出」，一名現任NCC委員過去曾長期擔任吳嘉輝部屬，該名NCC委員「異常關切」鏡電視的審查進度，幾乎是每週都會向承辦單位探詢審查進度；在鏡電視最後拿到執照的審查會議上，該名NCC委員也力挺陳耀祥讓鏡電視過關。鏡電視表示，已經掌握洩密的職員，將依《營業秘密法》提告，追究民事及刑事責任。陳椒華表示，吹哨者沒有偽造事實，她希望鏡電視勇於認錯，「處罰員工不能抹滅欺騙NCC的事實」。
2022年4月28日，陳椒華在立法院指控，鏡電視籌設期間，律師兼鏡電視監察人劉志鵬所任職的「有澤法律事務所」，受僱律師黃馬煜曾任NCC副主任委員翁柏宗的機要秘書。陳耀祥表示，不知道黃馬煜在鏡電視申設過程有扮演任何溝通角色。
2022年5月4日，翁柏宗表示，衛星廣播電視頻道依據《衛星廣播電視法》規定是沒有「試播」，中華電信MOD屬於《有線廣播電視法》規定之「公眾收視平台」，鏡電視新聞台在中華電信MOD「試播」就等於開播；只要是完成開播，鏡電視新聞台所有節目就必須按照《衛星廣播電視法》與該台《營運計畫書》監理，包括開台承諾「藝文、兒少、台語、國際節目內容必須達一定比率」。NCC電臺及內容事務處處長黃文哲表示，鏡電視新聞台於5月11日以前開播，是《衛星廣播電視法》規定的法律義務；至於開播後，如果鏡電視新聞台有違反當初營運計畫附帶承諾之執照廢止事項，NCC仍得廢止其營運許可。
2022年8月18日，《上報》披露，NCC近日收到有關鏡電視的檢舉函指出，2021年7月16日鏡電視經營團隊接受NCC外部審查委員視訊詢問，但因部分審查委員抗議而沒有進行表決，審查程序不如預期順利，當晚裴偉以LINE告知鏡電視大股東們「我們已經將情況向府院（總統府與行政院）抱怨，要他們給NCC壓力」。檢舉函提到，2021年12月17日鏡電視股東會，裴偉告知出席股東「鏡電視的補件回覆送進NCC之後，行政院院長蘇貞昌找了NCC主委陳耀祥，明確要求陳耀祥在很快速度讓鏡電視拿到執照；今天是行政院直接告訴我的，已經做了這樣子的安排，叫我們放心」。檢舉函指控，2022年1月12日鏡電視內部會議，在裴偉與黃馬煜主導下，會議決議對NCC提出避重就輕的回覆，黃馬煜更強調「一定要在下周就過這個案子；不能小看NCC那個部分，一定要在下周把它壓過去」。
2022年9月26日，台灣民眾黨立法院黨團舉辦記者會，公布鏡電視取得新聞台頻道執照前，針對NCC接獲檢舉內容要求回覆，於內部會議商討對策的完整錄音檔。台灣民眾黨立法院黨團節錄錄音檔重要譯文內容，當天出席者包括鏡電視高階主管、已卸任鏡電視董事長且聲稱與鏡電視無關的裴偉、《鏡週刊》總編輯廖志成，還請來黃馬煜扮演決定回覆NCC論述基調的重要角色。台灣民眾黨立法院黨團主任陳琬惠表示，日前鏡電視發布聲明稿澄清，並指錄音檔可能被變造、加工，要求媒體不要引用；現在黨團公布完整錄音檔，這已是公共財，歡迎大家送鑑定。陳琬惠說，立法院上一個會期，跨黨派立委要求成立「調閱小組」釐清「政黨介入鏡電視」一事，但民主進步黨立法院黨團與NCC執意阻擋。蔡壁如質疑，資金只能撐到2022年11月的鏡電視，為何可以爭取登上新聞台黃金區塊。蔡壁如說，鏡電視與《鏡週刊》共用大批人力、裴偉坐領鏡電視高薪顧問費、鏡電視編播系統採購流程重大缺失等證據，陳耀祥都知情；甚至鏡電視資金「左手放右手」掏空公司資產，證據都鉅細靡遺、早就給了NCC，NCC現在還在裝瘋賣傻、查到現在都沒下落。
2022年9月27日，立法院施政總質詢，陳椒華播放裴偉在2021年12月17日鏡電視股東會上的錄音檔及對話紀錄，質疑府院高層介入NCC審查鏡電視執照申請。蘇貞昌否認府院高層介入鏡電視執照審查，並稱無法確認錄音檔是否為裴偉的聲音。陳椒華表示，她願與蘇貞昌對賭，將錄音檔送交第三方檢驗。陳椒華說，「我在立法院發言全權負責」，歡迎鏡電視提告，她將在法庭上公布完整錄音檔，並請法官要求當天與會股東出庭作證。
2022年9月28日，裴偉發布聲明稿，指控2021年12月17日鏡電視股東會錄音檔之錄音者為時任鏡電視財務長田富彰，宣布將對田富彰提起民事及刑事訴訟並求償。裴偉強調，前臺北市政府勞動局局長陳信瑜以「違法勞動檢查」洩露鏡電視勞動檢查之機密給台灣民眾黨立法院黨團，經臺北市政府政風處調查有嚴重違失，更經臺灣臺北地方檢察署檢察官偵辦中；而他「經由確切管道得知錄音之人為田富彰」，整起事件鏡電視才是真正的受害者。陳建平表示，他全程參與2021年12月17日鏡電視股東會，他從吹哨者所取得之該次股東會完整錄音檔長度約2小時，並非如裴偉所稱長度只有二十多分鐘，亦非如裴偉所稱來自田富彰；陳椒華在立法院揭露的該次股東會錄音檔內容確實是裴偉的發言，裴偉向與會股東報告他向府院反映溝通的內容與結果。蔡壁如爆料，她接獲吹哨者提供的2022年1月12日鏡電視內部會議錄音檔，當天出席者包括裴偉、廖志成、黃馬煜、陳素秋等，內容顯示NCC洩露包含檢舉人個人資料在內的秘密資訊給鏡電視高層；錄音檔中，陳素秋說，NCC「確認只有那個檢舉函」，檢舉人「是一個自然人」、「地址是（臺北市）內湖（區）」。時代力量於交通通訊傳播大樓大門前舉辦記者會，要求NCC公開鏡電視執照審查過程，並要求陳耀祥說清楚「蔡英文、蘇貞昌、洪耀福有沒有對NCC施壓」。
2022年9月29日，台灣維新召集人蘇煥智批評，鏡電視錄音檔揭露，蔡英文與蘇貞昌直接介入鏡電視執照之取得，破壞言論自由與新聞自由，也違背「黨政軍退出媒體」的初衷。
2022年9月30日，中國國民黨立法院黨團舉辦記者會，黨團總召集人曾銘宗表示，陳耀祥接受府院關說而圖利鏡電視，已涉嫌觸犯《貪汙治罪條例》「圖利罪」；黨團等待10月5日陳耀祥到立法院交通委員會專案報告鏡電視核照始末後，再看後續發展，不排除控告陳耀祥圖利鏡電視與特定人。
2022年10月1日，蘇貞昌在立法院備詢時被問及鏡電視執照爭議，回答「不必去查」。台灣民眾黨立法委員賴香伶批評，蘇貞昌做了最差的示範，「堂堂一個行政院長，在國會公然說『不必查』、下指導棋，更顯得心虛：今天如果此案不查，不就坐實了是蘇貞昌指導？」臺北市市長兼台灣民眾黨主席柯文哲說，現在人家指控總統與行政院院長直接控制媒體，這是很嚴重的控訴，蘇貞昌應該馬上啟動司法調查；結果都不講話，就是默認，也不採取任何行動，態度就是「不然你想怎樣」，太傲慢。新北市市長侯友宜說，一切公開透明，展現出來給大家檢視，這最重要。柯文哲隨即諷刺民進黨，「公開透明就死了」。
2022年10月2日，蔡壁如表示，鏡電視申請執照過程的種種弊端與疑問，蘇貞昌卻簡化成「民眾與股東之間的糾紛」，蘇貞昌「難道不是心中有鬼」；法務部已經受理她的檢舉並交給臺灣士林地方檢察署調查，大家就靜待司法調查的結果。蔡壁如質疑，目前蘇貞昌與張惇涵的說法全都指向裴偉，說那是他個人在外言論，與府院無關；但就算是裴偉的個人言論，為什麼一個「民間人士」可以拿著總統或行政院院長的名號招搖撞騙，為什麼NCC要埋單。
2022年10月3日，裴偉接受中廣新聞網節目《千秋萬事》專訪時向主持人王淺秋表示，他絕對沒有跟蔡英文或蘇貞昌有過聯繫，鏡電視錄音檔不是股東會上的內容、而是散會之後的閒聊，當時他說了一些安撫股東的話以讓股東放心，這些話也許有些誇大，但沒有「直達天聽」。裴偉抨擊，有線電視系統業者早在本年5月就向NCC申請鏡電視新聞台上架第86頻道，NCC不審理，這才是怠惰、濫權、甚至箝制電視台。裴偉解釋，《鏡週刊》與鏡電視原本是關係企業，但後來NCC要求切割，「我從去年5月就不是董事長、僅是股東，週刊做週刊的事，電視做電視的事」。蔡壁如表示，裴偉的說詞等於承認鏡電視錄音檔內容為真，若裴偉以這種說法安撫鏡電視股東，裴偉可能也以同樣話術讓陳耀祥配合發照，「騙來的電視執照要不要吊銷？」陳椒華質疑，如今裴偉承認對鏡電視股東說過那些話，為何鏡電視第一時間發出的聲明稿配合裴偉說謊。
2022年12月1日，陳椒華在立法院交通委員會質詢時指控鏡電視大股東有人向博弈大亨陳盈助借錢，陳耀祥答詢時說不知情。鏡電視發布聲明稿，否認陳椒華說詞，並揚言控告陳椒華。
2023年5月8日，NCC排審鏡電視上架案，中國國民黨立法院黨團阻擋開會，委員會議決議延至6月再審。
2024年5月16日，台灣民眾黨立法委員黃國昌質詢指出，NCC洩露鏡電視執照爭議檢舉人「徐小姐」個人資料給名嘴溫朗東。

### 移頻爭議
2022年9月17日，台灣寬頻通訊（TBC）與大豐有線電視分別向NCC申請將定頻第55頻道的TVBS新聞台分別移頻至第158頻道及第149頻道，並由鏡電視新聞台遞補第55頻道，引發軒然大波。TBC與大豐有線電視表示，此案純屬授權費之商業談判，無關政治。
2022年10月5日，NCC第1035次委員會議決議，不予許可TBC所屬5家有線電視系統業者（南桃園有線電視、北視有線電視、信和有線電視、群健有線電視、吉元有線電視）、大豐有線電視、台灣數位寬頻有線電視與新高雄有線電視申請之TVBS新聞台移頻案。NCC表示，上列8家有線電視系統業者並未提供客觀且足以佐證之調查資料可具體證明鏡電視新聞台優於TVBS新聞台，實難認符合《有線廣播電視系統經營者申請頻道規劃及其類型變更許可辦法》第3條第4項審查標準。

## 參看
- 鏡電視
- 鏡週刊
- 台灣電視台列表

## 外部連結
- 鏡電視新聞台 官方網站（页面存档备份，存于）（繁體中文）
- 鏡電視新聞台節目表 （页面存档备份，存于）（繁體中文）
- 508 鏡電視新聞台 - 中華電信 MOD 網站 （页面存档备份，存于）（繁體中文）
- Google Play商店中的鏡電視新聞台 （页面存档备份，存于）
- 苹果App Store中的鏡電視新聞台（页面存档备份，存于）
- 鏡新聞的Facebook專頁（繁體中文）
- 鏡新聞的Instagram帳戶（繁體中文）
- 鏡新聞的X（前Twitter）（繁體中文）
- YouTube上的鏡新聞頻道 （页面存档备份，存于）（繁體中文）
- 鏡新聞 （页面存档备份，存于） — Yahoo TV